# 하비브 알워타얀
하비브 알워타얀(아랍어: حبيب الوطيان, Habib Al-Wotayan, 1996년 8월 8일 ~ )는 사우디아라비아의 축구 선수이다. 포지션은 골키퍼이며, 현재 사우디 프로리그의 알힐랄에서 활동하고 있다.